# Capitalisme de sauvetage
 (juin 2022).
 (juin 2022).
La mise en forme du texte ne suit pas les recommandations de Wikipédia : il faut le « wikifier ».
Les points d'amélioration suivants sont les cas les plus fréquents. Le détail des points à revoir est peut-être précisé sur la page de discussion.
- Les titres sont pré-formatés par le logiciel. Ils ne sont ni en capitales, ni en gras.
- Le texte ne doit pas être écrit en capitales (les noms de famille non plus), ni en gras, ni en italique, ni en « petit »…
- Le gras n'est utilisé que pour surligner le titre de l'article dans l'introduction, une seule fois.
- L'italique est rarement utilisé : mots en langue étrangère, titres d'œuvres, noms de bateaux, etc.
- Les citations ne sont pas en italique mais en corps de texte normal. Elles sont entourées par des guillemets français : « et ».
- Les listes à puces sont à éviter, des paragraphes rédigés étant largement préférés. Les tableaux sont à réserver à la présentation de données structurées (résultats, etc.).
- Les appels de note de bas de page (petits chiffres en exposant, introduits par l'outil «  Source ») sont à placer entre la fin de phrase et le point final[comme ça].
- Les liens internes (vers d'autres articles de Wikipédia) sont à choisir avec parcimonie. Créez des liens vers des articles approfondissant le sujet. Les termes génériques sans rapport avec le sujet sont à éviter, ainsi que les répétitions de liens vers un même terme.
- Les liens externes sont à placer uniquement dans une section « Liens externes », à la fin de l'article. Ces liens sont à choisir avec parcimonie suivant les règles définies. Si un lien sert de source à l'article, son insertion dans le texte est à faire par les notes de bas de page.
- La présentation des références doit suivre les conventions bibliographiques. Il est recommandé d'utiliser les modèles {{Ouvrage}}, {{Chapitre}}, {{Article}}, {{Lien web}} et/ou {{Bibliographie}}. Le mode d'édition visuel peut mettre en forme automatiquement les références.
- Insérer une infobox (cadre d'informations à droite) n'est pas obligatoire pour parachever la mise en page.

Pour une aide détaillée, merci de consulter Aide:Wikification.
Si vous pensez que ces points ont été résolus, vous pouvez retirer ce bandeau et améliorer la mise en forme d'un autre article.
Le capitalisme de sauvetage renvoie à une situation où une économie capitaliste ne peut se maintenir sans l'aide de l'État du fait des déséquilibres macroéconomiques qu'elle a accumulés.

## Concept
Le capitalisme de sauvetage désigne un mode de fonctionnement du système capitaliste où ce dernier est assisté par l’État pour survivre. Certains considèrent que ce mode de fonctionnement est devenu un mode normal pour le capitalisme moderne.

## Conséquences
En maintenant l'économie à flot par de tels moyens artificiels, la destruction créatrice schumpétérienne est contournée et des entreprises inefficaces prenant des risques excessifs restent en activité, niant ainsi l'un des principaux éléments du développement capitaliste normal.

## Exemples
Le soutien peut prendre la forme d'achat d'actifs toxiques comme en 2008 et de création monétaire comme dans le programme d'assouplissement quantitatif de la Réserve fédérale et d'autres banques centrales. Ce programme a augmenté les actifs détenus par la Réserve fédérale de 0,8 billion de dollars en septembre 2008 à 9 billions de dollars en mai 2022 ou par un facteur de onze. Les sauvetages ont été répétés en 2020, à la différence que cette fois les petites entreprises et les ménages ont également reçu un soutien financier.